# Championnat d'Uruguay de football 2019
Navigation
Édition précédente Édition suivante
La saison 2019 du Championnat d'Uruguay de football est la cent-dix-huitième édition du championnat de première division en Uruguay. Les seize meilleurs clubs du pays s'affrontent lors de trois tournois saisonniers, Ouverture, Intermédiaire et Clôture. Les vainqueurs des tournois Ouverture et Clôture s'affrontent pour déterminer le champion d'Uruguay. La relégation est déterminée par un classement cumulé des deux dernières saisons. Le Peñarol est le tenant du titre.
Le Nacional remporte son 47e titre de champion d'Uruguay en battant dès la demi-finale son meilleur ennemi le Peñarol.
Le Nacional, le Peñarol le Cerro Largo Fútbol Club et le Club Atlético Progreso se qualifient pour la Copa Libertadores 2020.
Cerro Largo Fútbol Club, Club Atlético Juventud et Club Atlético Plaza sont relégués en deuxième division au terme de la saison.

## Organisation
Le championnat se déroule en trois temps distincts : le tournoi d'ouverture de février à mai, le tournoi intermédiaire de mai à juillet et le tournoi de fermeture d'août à novembre.

## Qualifications continentales
Les quatre premiers du classement cumulé joueront la Copa Libertadores tandis que les 5e, 6e et 7e de ce même classement obtiennent leur billet pour la Copa Sudamericana, tout comme le vainqueur du tournoi Intermedio. Si le vainqueur du tournoi Intermedio termine parmi les sept premiers du classement cumulé, c'est le 8e de ce classement qui récupère la place en Copa Sudamericana.

## Les clubs participants
| Club                             | Entraîneur           | Ville                  | Stade                           | Capacité |
| -------------------------------- | -------------------- | ---------------------- | ------------------------------- | -------- |
| Club Atlético Juventud           | Álvaro Fuerte        | Las Piedras            | Parque Artigas                  | 12 000   |
| Club Atlético Boston River       | Gastón Machado       | Montevideo             | Complejo Rentistas              | 10 600   |
| Club Atlético Cerro              | Jorge González       | Montevideo             | Estadio Luis Tróccoli           | 24 000   |
| Danubio Fútbol Club              | Marcelo Méndez       | Montevideo             | Jardines del Hipódromo Stadium  | 14 401   |
| Defensor Sporting Club           | Jorge da Silva       | Montevideo             | Estadio Luis Franzini           | 18 000   |
| Centro Atlético Fénix            | Juan Ramón Carrasco  | Montevideo             | Estadio Parque Capurro          | 5 500    |
| Liverpool Fútbol Club            | Paulo Pezzolano      | Montevideo             | Estadio Belvedere               | 10 000   |
| Montevideo Wanderers Fútbol Club | Román Cuello         | Montevideo             | Parque Alfredo Víctor Viera     | 7 420    |
| Club Nacional de Football        | Eduardo Domínguez    | Montevideo             | Estadio Gran Parque Central     | 23 500   |
| Club Atlético Peñarol            | Diego López          | Montevideo             | Estadio Campeón del Siglo       | 40 000   |
| Club Atlético Progreso           | Leonel Rocco         | Montevideo             | Estadio Parque Abraham Paladino | 8 000    |
| Racing Club de Montevideo        | Juan Tejera          | Montevideo             | Estadio Osvaldo Roberto         | 4,500    |
| Rampla Juniors Fútbol Club       | Julio César Toresani | Montevideo             | Estadio Olímpico                | 9 500    |
| Club Atlético River Plate        | Jorge Giordano       | Montevideo             | Parque Federico Omar Saroldi    | 5 624    |
| Plaza Colonia                    | Matías Rosa          | Colonia del Sacramento | Estadio Juan Gaspar Prandi      | 6 000    |
| Cerro Largo Fútbol Club          | Danielo Núñez        | Melo                   | Estadio Antonio Ubilla          | 9 000    |

## Compétition

### Tournoi d'ouverture
| Rang | Équipe                           | Pts | J  | G | N | P | Bp | Bc | Diff |
| ---- | -------------------------------- | --- | -- | - | - | - | -- | -- | ---- |
| 1    | Club Atlético Peñarol T          | 31  | 15 | 9 | 4 | 2 | 27 | 11 | +16  |
| 2    | Centro Atlético Fénix            | 28  | 15 | 8 | 4 | 3 | 36 | 26 | +10  |
| 3    | Club Nacional de Football        | 27  | 15 | 7 | 6 | 2 | 32 | 17 | +15  |
| 4    | Cerro Largo Fútbol ClubP         | 27  | 15 | 8 | 3 | 4 | 23 | 12 | +11  |
| 5    | Danubio Fútbol Club              | 27  | 15 | 8 | 3 | 4 | 22 | 17 | +5   |
| 6    | Montevideo Wanderers Fútbol Club | 23  | 15 | 6 | 5 | 4 | 22 | 22 | 0    |
| 7    | Club Atlético Progreso           | 22  | 15 | 6 | 4 | 5 | 26 | 25 | +1   |
| 8    | Liverpool Fútbol Club            | 20  | 15 | 5 | 5 | 5 | 29 | 29 | 0    |
| 9    | Club Atlético Boston River       | 20  | 15 | 5 | 5 | 5 | 18 | 22 | -4   |
| 10   | Rampla Juniors Fútbol Club       | 18  | 15 | 5 | 3 | 7 | 16 | 23 | -7   |
| 11   | Defensor Sporting Club           | 16  | 15 | 4 | 4 | 7 | 27 | 27 | 0    |
| 12   | Racing Club de Montevideo        | 15  | 15 | 4 | 3 | 8 | 20 | 30 | -10  |
| 13   | Club Atlético Juventud P         | 14  | 15 | 4 | 2 | 9 | 21 | 22 | -1   |
| 14   | Plaza Colonia P                  | 14  | 15 | 3 | 5 | 7 | 15 | 21 | -6   |
| 15   | CA River Plate                   | 14  | 15 | 3 | 5 | 7 | 14 | 29 | -15  |
| 16   | Club Atlético Cerro              | 12  | 15 | 3 | 3 | 9 | 14 | 23 | -9   |

|  | Qualification pour la Phase finale            |
|  | T : Tenant du titre P : Promu de Segunda Liga |

### Tournoi intermédiaire
Les équipes placées à une position impaire du classement du tournoi d'ouverture sont placées dans une poule, celles étant en position paire dans une autre poule. Les équipes se rencontrent une fois, soit sept matchs. Les deux vainqueurs de poule s'affronte lors d'un finale.
Le vainqueur de la finale intermédiaire jouera au début de la prochaine saison la Supercoupe contre le champion d'Uruguay.
| Rang | Équipe                 | Pts | J | G | N | P | Bp | Bc | Diff |
| ---- | ---------------------- | --- | - | - | - | - | -- | -- | ---- |
| 1    | CA River Plate         | 15  | 7 | 4 | 3 | 0 | 7  | 3  | +4   |
| 2    | Nacional               | 14  | 7 | 4 | 2 | 1 | 13 | 6  | +7   |
| 3    | Progreso               | 10  | 7 | 2 | 4 | 1 | 9  | 7  | +2   |
| 4    | Peñarol                | 9   | 7 | 2 | 3 | 2 | 9  | 7  | +2   |
| 5    | Defensor Sporting Club | 9   | 7 | 2 | 3 | 2 | 12 | 12 | 0    |
| 6    | Juventud               | 7   | 7 | 1 | 4 | 2 | 5  | 7  | -2   |
| 7    | Boston River           | 7   | 7 | 1 | 4 | 2 | 5  | 9  | -4   |
| 8    | Danubio                | 1   | 7 | 0 | 1 | 6 | 5  | 14 | -9   |

| Rang | Équipe                           | Pts | J | G | N | P | Bp | Bc | Diff |
| ---- | -------------------------------- | --- | - | - | - | - | -- | -- | ---- |
| 1    | Liverpool Fútbol Club            | 18  | 7 | 6 | 0 | 1 | 18 | 5  | +13  |
| 2    | Cerro Largo                      | 16  | 7 | 5 | 1 | 1 | 11 | 5  | +6   |
| 3    | Plaza Colonia                    | 13  | 7 | 4 | 1 | 2 | 9  | 7  | +2   |
| 4    | CA Fénix                         | 9   | 7 | 3 | 0 | 4 | 7  | 10 | -3   |
| 5    | Rampla Juniors                   | 7   | 7 | 2 | 1 | 4 | 11 | 12 | -1   |
| 6    | Racing Club                      | 7   | 7 | 2 | 1 | 4 | 10 | 16 | -6   |
| 7    | CA Cerro                         | 7   | 7 | 2 | 1 | 4 | 3  | 7  | -4   |
| 8    | Montevideo Wanderers Fútbol Club | 4   | 7 | 1 | 1 | 5 | 9  | 16 | -7   |

| Finale du tournoi intermédiaire | Liverpool Fútbol Club                        | 2-2             | CA River Plate                            | Stade Centenario, Montevideo |                            |
| 8 septembre 2019 15:00          | Juan Ignacio Ramírez 20e · Bryan Olivera 97e | (1-0, 1-1, 2-2) | Joaquín Piquerez 70e · Gonzalo Viera 110e | Arbitrage : Andrés Matonte   | Arbitrage : Andrés Matonte |
| 8 septembre 2019 15:00          | Tirs au but 5-4                              |                 |                                           | Arbitrage : Andrés Matonte   | Arbitrage : Andrés Matonte |

### Tournoi de fermeture
| Rang | Équipe                           | Pts | J  | G  | N | P | Bp | Bc | Diff |
| ---- | -------------------------------- | --- | -- | -- | - | - | -- | -- | ---- |
| 1    | Club Nacional de Football        | 34  | 15 | 11 | 1 | 3 | 27 | 10 | +17  |
| 2    | Club Atlético Peñarol T          | 34  | 15 | 10 | 4 | 1 | 21 | 10 | +11  |
| 3    | Club Atlético Progreso           | 33  | 15 | 9  | 4 | 2 | 22 | 14 | +8   |
| 4    | Plaza Colonia P                  | 29  | 15 | 9  | 2 | 4 | 16 | 9  | +7   |
| 5    | Cerro Largo Fútbol ClubP         | 26  | 15 | 8  | 2 | 5 | 22 | 17 | +5   |
| 6    | CA River Plate                   | 22  | 15 | 6  | 4 | 5 | 20 | 19 | +1   |
| 7    | Liverpool Fútbol Club            | 21  | 15 | 5  | 6 | 4 | 14 | 13 | +1   |
| 8    | Club Atlético Boston River       | 21  | 15 | 6  | 3 | 6 | 18 | 19 | -1   |
| 9    | Defensor Sporting Club           | 20  | 15 | 6  | 2 | 7 | 25 | 22 | +3   |
| 10   | Montevideo Wanderers Fútbol Club | 19  | 15 | 5  | 4 | 6 | 19 | 18 | +1   |
| 11   | Racing Club de Montevideo        | 15  | 15 | 4  | 3 | 8 | 20 | 26 | -6   |
| 12   | Club Atlético Cerro              | 14  | 15 | 4  | 3 | 8 | 14 | 22 | -8   |
| 13   | Danubio Fútbol Club              | 13  | 15 | 3  | 4 | 8 | 14 | 21 | -7   |
| 14   | Club Atlético Juventud P         | 11  | 15 | 2  | 5 | 8 | 13 | 23 | -10  |
| 15   | Centro Atlético Fénix            | 11  | 15 | 2  | 5 | 8 | 16 | 27 | -11  |
| 16   | Rampla Juniors Fútbol Club       | 10  | 15 | 2  | 4 | 9 | 16 | 28 | -12  |

|  | Qualification pour la Phase finale            |
|  | T : Tenant du titre P : Promu de Segunda Liga |

### Phase finale
La demi-finale oppose le vainqueur du tournoi d'Ouverture et le vainqueur de celui de Fermeture. Le vainqueur joue ensuite contre le premier du classement cumulé pour le titre de champion d'Uruguay.
|  | Demi-finales        | Demi-finales | Demi-finales          | Demi-finales              |           |                           | Finale | Finale | Finale | Finale |
|  |                     |              |                       |                           |           |                           |        |        |        |        |
|  |                     |              |                       |                           |           |                           |        |        |        |        |
|  | Vainqueur Ouverture | Peñarol      | 0                     | 0                         |           |                           |        |        |        |        |
|  | Vainqueur Ouverture | Peñarol      | 0                     | 0                         |           |                           |        |        |        |        |
|  | Vainqueur Clôture   | Nacional     | 1                     | 1                         |           |                           |        |        |        |        |
|  | Vainqueur Clôture   | Nacional     | 1                     | 1                         | finaliste | Club Nacional de Football | -      | -      |        |        |
|  |                     |              |                       |                           | finaliste | Club Nacional de Football | -      | -      |        |        |
|  |                     |              | 1er classement cumulé | Club Nacional de Football | -         | -                         |        |        |        |        |
|  |                     |              |                       |                           | -         | -                         |        |        |        |        |
|  |                     |              |                       |                           |           |                           |        |        |        |        |
|  |                     |              |                       |                           |           |                           |        |        |        |        |
|  |                     |              |                       |                           |           |                           |        |        |        |        |

La demi-finale oppose Le tenant du titre, le Peñarol au Nacional. Si le Nacional l'emporte lors de cette demi-finale, il sera considéré comme le vainqueur du championnat puisqu'il est déjà qualifié pour la finale comme vainqueur du classement cumulé (ouverture + fermeture).
| Demi-finale            | Peñarol | 0-1   | Nacional          | Stade Centenario, Montevideo |                          |
| 15 décembre 2019 17:00 |         | (0-0) | Matías Zunino 80e | Arbitrage : Andrés Cunha     | Arbitrage : Andrés Cunha |

Nacional l'emporte sur le score de 1 but à zéro ; but marqué à la 80e minute par Matías Zunino. De ce fait le Nacional remporte son 47e titre de champion d'Uruguay.

## Bilan de la saison
| Championnat d'Uruguay de football 2019 |                            |
| Champion                               | Nacional (47e titre)       |
| Qualifications continentales           |                            |
| Copa Libertadores 2020                 | Nacional                   |
| Copa Libertadores 2020                 | Peñarol                    |
| Copa Libertadores 2020                 | Cerro Largo Fútbol Club    |
| Copa Libertadores 2020                 | Club Atlético Progreso     |
| Copa Sudamericana 2020                 | Liverpool Fútbol Club      |
| Copa Sudamericana 2020                 | Club Atlético Plaza        |
| Copa Sudamericana 2020                 | Club Atlético River Plate  |
| Copa Sudamericana 2020                 | Centro Atlético Fénix      |
| Promotions et relégations              |                            |
| Promus en Primera División             | Club Atlético Torque       |
| Promus en Primera División             | Club Deportivo Maldonado   |
| Promus en Primera División             | Club Atlético Rentistas    |
| Relégués en Primera B                  | Club Atlético Juventud     |
| Relégués en Primera B                  | Rampla Juniors Fútbol Club |
| Relégués en Primera B                  | Racing Club de Montevideo  |